# جوزيه هايدن دراموند
جوزيه هايدن دراموند (بالإنجليزية: Josiah Hayden Drummond)‏ هو محامي وسياسي أمريكي، ولد في 20 أغسطس 1827 في الولايات المتحدة، وتوفي في 25 أكتوبر 1902 في بورتلاند في الولايات المتحدة. حزبياً، نشط في الحزب الجمهوري. وقد انتخب رئيس مجلس نواب ولاية مين ‏ وانتخب رئيس مجلس نواب ولاية مين ‏ (1869 – 1870) وانتخب عضو مجلس ولاية مين.